# 帕亞斯

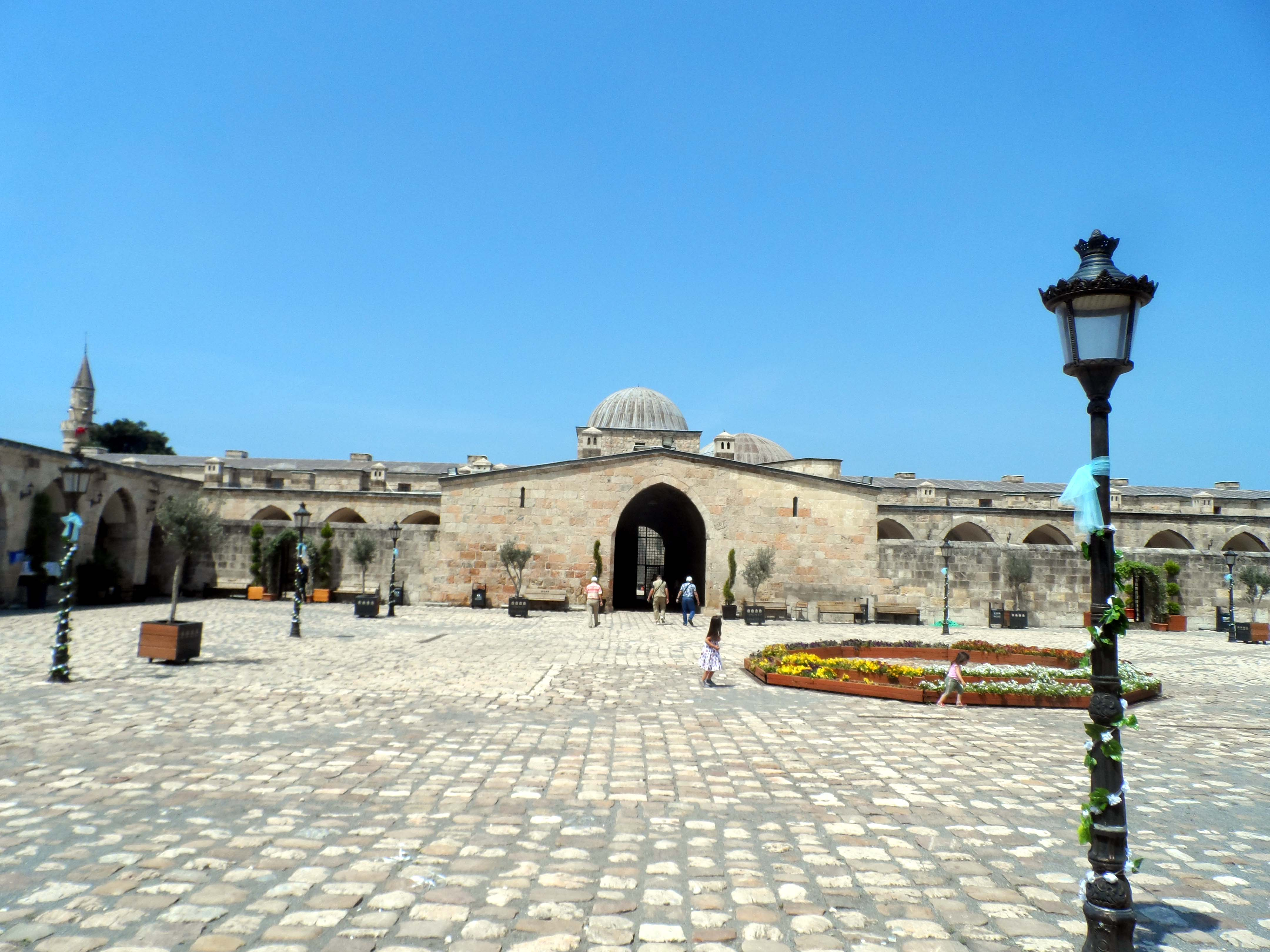
Payas

帕亞斯是土耳其的城鎮，由哈塔伊省負責管轄，位於該國南部地中海沿岸，距離首府安塔基亞84公里，海拔高度36米，主要經濟活動有農業，2011年人口33,426。